# NGC 1863
NGC 1863 (również ESO 56-SC77) – gromada otwarta znajdująca się w gwiazdozbiorze Złotej Ryby. Należy do Wielkiego Obłoku Magellana. Odkrył ją 3 listopada 1834 roku John Herschel; być może wcześniej obserwował ją James Dunlop 5 września 1826 roku.